# Jarra East
Il distretto di Jarra East è un distretto del Gambia nella Divisione del Lower River con 12.505 abitanti al censimento del 2003.

## Società

### Evoluzione demografica
In base ai dati del censimento 1993 la popolazione del distretto era così suddivisa dal punto di vista etnico:
| Etnia       | Abitanti | %     |
| ----------- | -------- | ----- |
| Mandingo    | 6.719    | 66,49 |
| Fulani      | 2.779    | 27,50 |
| Wolof       | 99       | 0,98  |
| Jola        | 41       | 0,41  |
| Serahule    | 282      | 2,79  |
| Altre etnie | 185      | 1,83  |